# Чернявський Іван Корнилович
Іван Корнилович Чернявський — український суддя, громадський діяч, філателіст. Віце-президент окружного суду, член УНДП. Делегат Української Національної Ради ЗУНР, представляв місто Коломия.

## Життєпис
Іван Корнилович Чернявський народився 13 травня 1867 року в м. Збаражі, нині Тернопільської області, у багатодітній сім'ї: був шостою дитиною з одинадцяти. Батько був теслею та боднарем, який мав свою майстерню і прагнув дати синові освіту. Закінчив місцеву школу і цісарсько-королівську (державну) Тернопільську гімназію з польською мовою викладання (1886). Правничу освіту здобув у Львівському університеті (1890). Після закінчення навчання проходив службу в австро-угорській армії, очевидно це було впродовж 1891 року. У 1892 р. Іван Чернявський розпочав свою довголітню кар'єру на різноманітних судових посадах: в цьому році він судовий практикант (praktykant sądowi) Золочівського окружного суду; у 1893 р. в цьому-ж суді він числився уже судовим кандидатом (авскультант); у такому статусі упродовж 1894–1896 рр. працював у повітовому суді м. Лопатина, а в 1897 р. в повітовому суді м. Жаб'є (нині м. Верховина, Івано-Франківської обл.); 1898—1900 рр. був уже помічником судді (ад'юнкт) в повітовому суді в м. Турка; 1901–1902 рр. працював секретарем повітового суду в м. Ходорові.
Згідно записів «Шематизму королівства Галичини і Володимирії…» за 1903–1905 рр. не знаходимо прізвища Івана Чернявського серед судових працівників Східної Галичини; тільки зазначено, що впродовж цих років він був членом правління товариства «Просвіта» у Львові. На загальних зборах Наукового товариства ім. Шевченка у Львові 2 лютого 1902 р. Івана Чернявського обрали до складу Правничої комісії, а в 1904 р. став заступником голови комісії Станіслава Дністрянського і перебував на цій посаді впродовж 1904–1905 рр. Дописував до українського юридичного журналу «Часопись Правнича», подаючи огляди судової практики з розгляду цивільних, торговельних і кримінальних справ. У 1906—1907 р. продовжував бути членом правління товариства «Просвіта» у Львові.

### Період ЗУНР
У 1906 р. Іван Чернявський повертається до праці в суді на посаді секретаря Львівського крайового суду; у такому ж статусі в цьому суді він працював в 1907—1908 рр.; в цьому ж році став судовим радником Коломийського окружного суду і працював тут до встановлення в місті влади ЗУНР з перервою з 1915 — до др. пол. 1917 рр. у зв'язку з вимушеною евакуацією з сім'єю до Відня перед початком першої окупації Коломиї російськими військами. Очевидно, як тільки російські війська залишили місто після третьої окупації (13.06.1916–27.07.1917) Чернявський повертається до Коломиї, відновлює працю на посаді судового радника.
З проголошенням ЗУНР Іван Чернявський — активний учасник державотворення: як делегат від Коломиї за квотою Української національно-демократичної партії ввійшов до складу вищого представницького органу ЗУНР — Української Національної Ради (1918–19), обраний до законодавчої і військової комісії УНРади. На початку листопада 1918 р. обійняв посаду референта у справах пошти і телеграфу відділу Окружної Національної Ради в Коломиї. 30 грудня 1918 р. урядом ЗУНР — Державним секретаріатом Іван Чернявський був іменований президентом окружного суду в Коломиї. Постановою Державного секретаріату судівництва від 2 січня 1919 р. було іменовано суд присяжних в Коломиї, який очолив Чернявський — президент окружного суду.

### Окупація
В період короткої окупації (26.05 — 21.08.1919) території Покуття румунськими військами Чернявський від 27 червня 1919 р. був начальником управління юстиції окупаційної зони Покуття.
Зі встановленням влади Другої Польської Республіки його заарештували і вивезли до Нового Санча. У січні 1920 року Чернявський повернувся до Коломиї, відновив юридичну практику, але вже в статусі адвоката і здійснював її до встановлення в місті радянської влади в 1939 р. Зі створенням «Союзу Українських Адвокатів у Львові» (1923) в числі 16-ти українських адвокатів входить до коломийського відділення С. У. А., яке до смерті 2 червня 1935 р. очолював адвокат й відомий письменник Андрій Чайковський, а на зборах коломийського відділення С. У. А. (7.09.1935) за участі дванадцяти адвокатів та восьми кандидатів в адвокати Івана Чернявського обрано головою відділення. У міжвоєнний період вів звичну адвокатську діяльність, канцелярія, у якій працював його помічник, розміщувалася у власному помешканні. Серед відомих його справ — захист Степана Мельничука на судовому процесі, який відбувався в Чорткові в листопаді 1922 р. Степан Мельничук, один з керівників партизанського загону в кількості 50 осіб, який в ніч на 22 жовтня перетнув Збруч і почав збройну боротьбу з польською владою. У боях під Заліщиками 31 жовтня 1922 р. чисельно переважаючі польські частини завдали поразки партизанам. 2 листопада 1922 р. військовий суд засудив до смертної кари керівників загону: Степана Мельничука і Павла Шеремету розстріляли в Чорткові, Василя Крупу і Романа Луцейка — у Львові. Іван Чернявський мав статус адвоката і в період німецької окупації, про що свідчить «Personalausweis für advokaten», видане генерал-губернаторством 6 серпня 1942 р.

### Громадське життя
Іван Чернявський активний учасник українського громадського життя. За його участі пожвавилася в Коломиї діяльність філії товариства «Просвіта», упродовж декількох років був її головою та очолював товариство «Родина», входив до правління товариства «Народна торгівля»; у 1912 р. очолив громадський комітет з організації та проведення «Шевченківського концерту» в Коломиї та входив до входив до складу виставкового комітету виставки домашнього промислу у Коломиї (21–30 вересня 1912). На початку ХХ століття входив до складу «Артистичної комісії» театру «Українська Бесіда». У міжвоєнний період очолював коломийську філію товариства «Рідна школа» (1930-і), був членом «Коломийського Клубу Філателістів», «Українського Філателістичного Товариства у Львові», «Союзу Українських Адвокатів у Львові». Від 1926 р. активно співпрацював з Володимиром Кобринським у справі відкриття музею «Гуцульщина», збирав різні матеріали, дарував гроші на придбання вартісних експонатів до фондів музею, особливо філателістичної колекції. Книга запису музейних експонатів містить відомості про передачу Іваном Чернявським до фондів музею великої кількості різноманітних документів та матеріалів за період 1927—1944 рр., однак на превеликий жаль у фондах сучасного «Національного музею народного мистецтва Гуцульщини і Покуття ім. Йосафата Кобринського» в Коломиї нічого не збереглося з того, що передав Іван Чернявський.

### Філателія
Та найпомітніший слід в українській історії Чернявський залишив як створювач, а пізніше оповідач коломийських марок та один з найбільших українських колекціонерів поштових марок.
З початком польсько-української війни в регіоні Покуття виникла проблема із забезпеченням поштовими марками. На спільній нараді 5 грудня 1918 р. за участі Миколи Івасюка, голови О. В.К Теодора Примака й Івана Чернявського була прийнята його пропозиція, про те, щоб надалі використовувати австрійські марки, але зі зміненою вартістю: 3, 6 і 12 гелерові на 10 сотикові, 15 гелерові на 5 сотикові, і українськими надруками на них: «на горі Укр. Н. Р. (Українська Народна Республика) на долині більшою цифрою нову вартість». Крім того, в обіг було введено нову марку для рекомендованих листів вартістю 30 сотиків. Про новий порядок обігу поштових марок на Покутті О. В. К. повідомила усі поштові відділення, які розмішувалися на території Коломийської округи листом від 5 грудня 1918 р. Коломийські марки викликали тоді і викликають зацікавлення серед міжнародних колекціонерів. 24 травня 1919 р. румунські війська вторглися на територію Покуття, а вже в понеділок 26 травня зайшли в Коломию, — так розпочалася румунська військова окупація Покуття, яка тривала до 21 серпня 1919 р. Відразу поштовий обіг між приватними особами був припинений, а пошта функціонувала лише для забезпечення переписки з урядовими установами. Так тривало до 12 червня, коли до Чернявського звернулися до консультацією як впорядкувати поштовий обіг на Покутті коли було, що австрійські марки будуть передруковані ручною печаткою з написом «С. М. Т.», що румунською мовою означає — Comandamentul Militar Teritorial (анг.: The Territorial Military Command), — Військова Територіальна Команда, з означенням нової вартості 40 і 60 сот. і 1 к. 20 сот.
На початку 1928 р. Іван Чернявський видав свою головну працю в царині української філателістики — 03"Історія коломийських поштових марок". Книжка вийшла українською, німецькою та польською мовами окремими виданнями. Розділ з книжки: «Про марки з часів румунської окупації на Покуттю (С. М. Т.)» опублікований в 1968 р. в перекладі англійською мовою у «The Journal of the Rossica Society of Russian Philately» з детальними коментарями редакції та поданням взірців марок, а в 1971 р. німецькою в «Der Ukraine Philatelist».
Книжка Івана Чернявського «Історія коломийських поштових марок» отримала прихильний відгук у колі європейських філателістів, автора нагороджено похвальною грамотою на міжнародній філателістичній виставці, яка проходила 25 травня — 3 червня 1936 в м. Брюселі, Бельгія.
В перший період встановлення радянської влади в Галичині (вересень 1939–червень 1941) Іван Чернявський був «прихованим колекціонером» — зібрав колекцію радянських марок цього періоду. У післявоєнний період Іван Чернявський повернувся до свого улюбленого захоплення колекціонування марок працюючи в Державному музеї народного мистецтва Гуцульщини в Коломиї з 1.07.1944 р. до 20.09.1948 р. За інформацією Леоніда Мельника у ніч на 15 липня 1949 р. невідомі, очевидно, радянські каральні органи, викрали з музею багатющу філателістичну колекцію: приблизно 30 000 марок, серед яких були унікальні світові марки. Борис Заячівський подає детальний опис того, що було викрадено: п'ять упорядкованих альбомів з 8 475 марками; колекційні альбоми з маркованими конвертами — 14 678; 158 конвертів і поштових листівок з австрійськими, німецькими та іншими марками; 48 зошитів з марками періоду німецької окупації; альбом з 900 радянськими марками; чисельні альбоми, каталоги зі світовими марками. Ця подія негативно вплинула на Чернявського та все ж він на прохання директора музею Володимира Кобринського почав відновлювати музейну колекцію. По смерті Івана Чернявського його приватна колекція марок була продана одному колекціонерові у м. Косів, а доля музейної колекції й досі невідома.

### Відхід
Іван Чернявський помер 5 лютого 1959 р., похований в Коломиї на старовинному українському кладовищі Монастирок у спільній могилі з дружиною Оленою та сином Володимиром.

## Родина
Іван Чернявський був добропорядним сім'янином, разом із дружиною Оленою (13.05.1874–22.08.1939 м. Коломия) з Герасимовичів виховали трьох дітей: Володимира, Корнелію-Софію та Юрія. Син Володимир, медичну освіту здобув в університеті міста Грац, Австрія, служив медиком у легіоні Українських Січових Стрільців, у складі Української Галицької Армії. В після воєнний період працював завідувачем дермато-венерологічного диспансеру (до квітня 1948 р.) та міської поліклініки. Донька Корнелія-Софія пройшла горнило сталінських таборів. У 1949 р. Корнелію разом із двома донька Мартою та Анісією радянські каральні органи вивезли на поселення в Якутію, а цього-ж року 16-річного сина Юрія на 25 років. Зараз Юрій Рудко проживає в Коломиї й є активним учасником українського державотворення. Донька Юлія закінчила жіночий учительський семінар Українського Педагогічного Товариства «Рідна школа» в Коломиї й все життя проживала в Коломиї. Нащадки славного меценеса-філателіста проживають в Коломиї, Ніжині, на Сумщині, Одесі, Києві та інш.